# Xanthorhoe harutai
Xanthorhoe harutai là một loài bướm đêm trong họ Geometridae.